# Hald Ruin
Hald Ruin, også kaldet Hald Slot eller Bispens Hald, er en borgruin på en lille halvø i Hald sø syd for Viborg.
Borgruinen og hele halvøen er omfattet af fortidsmindefredning og ligger som en del af attraktionen De fem Halder.

## Den synlige borgruin
De synlige ruiner stammer fra den borg, som Viborgs sidste katolske biskop, Jørgen Friis lod opføre på stedet i 1520’erne. Borgen blev bygget i forbindelse med urolighederne omkring indførelsen af den lutherske reformation i Danmark, der allerede fra 1526 satte afgørende præg på Viborg. Efter reformationen 1536 overgik borgen til kronen, og indtil 1662 var den sæde for skiftende lensmænd, som administrerede et meget stort område, der fra Limfjorden i nord strakte sig sydover i en halvcirkel øst og vest omkring Viborg. Dertil kom hele øen Mors. Geografisk var Hald Len blandt de største i landet. Hald blev i 1664 solgt til brødrene de Lima, da kronen bortsolgte store dele af sine besiddelser til dækning af den enorme gæld, der var en følge af Svenskekrigene. Slottets bygninger blev revet ned i 1703, da Gregers Daa i 1703 overtog Hald. Daa lod opføre en ny hovedgård med hvidkalkede bindingsværksbygninger, på det sted, hvor parken ligger til den nuværende Hald Hovedgård.
Siden begyndelsen af 1700-tallet har borgen henligget som ruin. Dog blev tårnet genopført i slutningen af 1800-tallet af ejeren, Christopher Krabbe. Han brugte tårnet først som lysthus og senere som landarbejderbolig. En overgang har der været restaurant i tårnet. Et kegleformet tag blev fjernet i 1930'erne.
Borgpladsen måler ca. 80 × 30 m og er omkranset af en ca. 8 m høj og op til 30 m bred vold. Volden skulle modstå artilleribeskydning og gjorde borgen ved opførelsen i 1520’erne til topmoderne forsvarsværk. Der var adgang til borgen gennem en portbygning i voldens sydvestlige hjørne, hvor der var vindebro over til dæmningen. En anden port, Vandporten, findes midt i den østlige vold. I den vestlige vold blev indbygget et cirkulært teglstenstårn, der ligesom portbygningen var udstyret med skydeskår til kanoner. Det tårn, som står i dag, er som nævnt en rekonstruktion.

## Ældre borganlæg på stedet
Borgen opført i 1520’erne var dog ikke den første borg på stedet. Den blev opført ca. 180 år tidligere, da Niels Bugge, en af landets rigeste og mægtigste adelsmænd, som i 1346 erhvervede Hald med tilliggende og byggede borg.
Ved Viborg Museums arkæologiske udgravninger i 2017 og 2018 under de nuværende ruiner af Hald Slot blev der ca. 2–3 m under borggården påvist spor af en borgbanke med en tørveopbygning kantet af egepæle, der var fældet i vinteren 1347‑48, og som utvivlsomt knytter sig til Niels Bugges borgbyggeri. Før undersøgelserne i 2017-18 var det ellers opfattelsen, at Niels Bugges borg var identisk med den store borgbanke, som findes ca. 900 m mod vest (ved Niels Bugges Kro). Denne borgbanke blev fra 1936-2019 kaldt Niels Bugges Hald og gav navn til kroen, men fra maj 2019 er navnet atter ændret tilbage til Gammel Hald ved Danske Stednavne, da Viborg Museums arkæologiske undersøgelser 2016 og 2018 havde påvist, at Gammel Hald er en aldrig færdigbygget borg fra 1250-1300, dvs. fra tiden før Niels Bugge i 1346 købte Hald.
Niels Bugge blev myrdet i 1358, og efter Bugges død i 1358 overgik Hald til svigersønnen Godskalk Skarpenberg. I hans ejertid belejredes borgen ud på halvøen formentlig af kong Valdemar Atterdag i 1372, hvorefter den kom i kongens besiddelse. I 1393 gav Margrete 1. Hald til Viborg bispestol på den betingelse, at borgen skulle rives ned og materialerne bruges til Vor Frue kapel ved Viborg Domkirke. Viborg bisperne bygger på stedet i 1400-tallet, eftersom undersøgelser har påvist i hundredvis af nedrammede egepæle i søbunden omkring hele halvøen, hvoraf flere er dateret til 1423.

## Borgen i skønlitteraturen
Borgen har en plads i litteraturen, idet St. St. Blichers novelle, Jøderne på Hald, foregår på den. I indledningen til novellen lader Blicher en gammel mand fortælle om Halds historie.
Ruinen er kort nævnt i Johannes V. Jensen roman Danskere hvor det hedder "Buris og Arnesen forføjede sig til Ruinen, hvor de spiste deres Mad og gisnede over Borgens mulige Udseende i Fortiden."